# Чужая белая и рябой
«Чужа́я бе́лая и рябо́й» — фильм режиссёра Сергея Соловьёва 1986 года, снятый по повести Бориса Ряховского «Отрочество архитектора Найдёнова».

## Сюжет
Действие фильма происходит осенью 1946 года в небольшом провинциальном городке в Западном Казахстане. Местный подросток Иван Найдёнов (Вячеслав Илющенко) по прозвищу Седой, страстный голубятник, по-мальчишески безрассудно рискуя жизнью, поймал неожиданно появившуюся в городе белую голубку. О трофее Седого узнали другие голубятники города. За голубкой началась охота. Вскоре вор Чудик крадёт голубку. Седой начинает поиски и узнаёт, что птица находилась сначала у местного «голубиного авторитета» — Коли (Владимир Стеклов), а затем у старика Мартына (Борис Олехнович). Седой хитростью возвращает себе свою добычу и, понимая, что голубка всё равно обречена, выпускает её на волю.
Вторая сюжетная линия рассказывает о любви отца Седого — контуженого военрука-вдовца, в прошлом художника, — к бывшей актрисе Ксении Николаевне Старцевой, которая, разведясь с мужем-композитором, бедствует, над ней нависает реальная угроза остаться без жилья. Женщине приходится продавать вещи из своего театрального гардероба. Ближе к концу картины Ксения Николаевна скоропостижно умирает от сердечного приступа.
Все события фильма разворачиваются на фоне скудного послевоенного быта обитателей городка — места ссылки и эвакуации.
Сергей Соловьёв в своей статье об истории создания фильма писал:

«В Актюбинске по странной гулаговской логике в конце 30-х оказалось почти всё неэмигрировавшее петербургское дворянство, интеллигенция. Позднее к выселенцам 1937 года прибавились эвакуированные в годы войны. Графы, князья, светское, мирискусническое петербургское общество — все жили в саманках, хлипких домиках из глины и камыша…»

Фильм построен на контрасте добра и зла, дружбы и вражды, любви и ненависти, чести и предательства, богатого внутреннего духовного мира героев и бедного, неустроенного быта. Для усиления драматизма режиссёр использовал в фильме сочетание цветной и высветленной чёрно-белой съёмки. Цветной съёмкой отражена основная сюжетная линия фильма. Чёрно-белыми кадрами режиссёр отметил ряд второстепенных сюжетных линий, в которых показаны эпизоды, вызывающие у зрителя сострадание и сочувствие к героям, оказавшимся по цепочке нелепых случайностей в трагическом положении.

## История создания фильма
Фильм «Чужая белая и рябой» стал поворотным в творчестве режиссёра Сергея Соловьёва.
По утверждению Сергея Соловьёва, идея снять фильм пришла к нему после прочтения повести Бориса Ряховского «Отрочество архитектора Найдёнова» в попавшемся случайно на глаза номере журнала «Новый мир» за 1978 год; в частности, его внимание привлекла лестная для автора рецензия Чингиза Айтматова. Вдохновлённый сюжетом повести, режиссёр менее чем за сутки написал 65-страничный сценарий будущего фильма. Позднее Борис Ряховский выражал сомнение по поводу достоверности этой легенды. Фильм изначально предполагалось снимать на «Мосфильме», но при неоднократных обращениях за разрешением на съёмку режиссёр неизменно получал отказ.
Фильм мог бы не состояться, если бы не содействие товарища Бориса Ряховского по студенческим годам Олжаса Сулейменова, который в начале 1980-х годов был председателем Госкомитета Казахской ССР по кинематографии: он предложил снимать картину на студии «Казахфильм». Однако режиссёру было поставлено условие: фильм должен сниматься на казахском языке.
По замыслу режиссёра, для помощи будущему прокату фильма в сценарий ввели аллегорическую роль повзрослевшего Седого, ставшего космонавтом. Именно в те дни в космосе пребывал космонавт Владимир Джанибеков.
Кроме того, в сценарии было изменено время действия с 1953 на 1946 год. Борис Ряховский считал это неверным решением, полагая, что к 1953 году после войны в стране уже произошли события, сильно изменившие настроения людей.
Когда работа над фильмом уже началась, режиссёр получил указание снимать фильм на русском языке. Кроме того, к работе подключился и «Мосфильм».

## Места съёмки
Фильм снимался в Актюбинске, где происходили описанные в повести события. Большая часть ленты снята в Баку, в школе № 78, в посёлке Мухтарова, Карадаг, 8-й километр. Для воссоздания зрительной картины послевоенного города режиссёр выбирал старые сохранившиеся саманные строения и землянки. Главного героя — Ивана Найдёнова — «поселили» в такой землянке в пригородном посёлке Акжар. А эпизоды с трамвайными путями снимали в Алма-Ате, так как в Актюбинске трамваев не было; в Баку снимали сцены в школе, на заброшенном заводе — сцены поимки голубки.

## В ролях
- Вячеслав Илющенко — Иван Найдёнов (Седой)
- Любомирас Лауцявичус — отец Ивана, военрук, бывший художник (озвучивает Леонид Филатов)
- Андрей Битов — Пётр Петрович Старцев (Пепе), пианист-композитор, бывший муж Ксении Николаевны
- Людмила Савельева — Ксения Николаевна Старцева, бывшая актриса
- Султан Бапов — Мурат, друг Найдёнова, ученик Пепе
- Илья Иванов — Вениамин Жусов (Жус), следователь
- Владимир Стеклов — Коля (Цыган), «голубиный авторитет»
- Анатолий Сливников — «полковник» Пилипенко, голубятник
- Александр Баширов — Чудик, голубятник
- Борис Олехнович — Мартынов (Мартын), старый голубятник
- Аркадий Высоцкий — брат Балды, голубятник
- Татьяна Игнатова — зрительница в кинотеатре под открытым небом
- Борис Ряховский — Раков, голубятник
- Вячеслав Кучанов — Тушкан, голубятник
- Михаил Левченко — Шутя, голубятник
- Сергей Мильденбергер — второй брат Балды, голубятник
- Андрей Филозов — Савицкий, голубятник
- Герман Шорр — Миша Нелюб, голубятник
- Сергей Гармаш — космонавт

## Съёмочная группа
- Режиссёр — Сергей Соловьёв
- Сценарист — Сергей Соловьёв
- Оператор — Юрий Клименко
- Художник — Марксэн Гаухман-Свердлов
- Композитор — Исаак Шварц

## Музыка
Сергей Соловьев писал:

Шварц написал мне всю музыку к «Чужой белой и рябому», и всю его музыку из картины я в последний момент вынужден был вынуть. Еще тогда, когда он только приступал к этой работе, я честно сказал ему, что мне придётся использовать и здесь некоторые вещи Шостаковича. 
— Всё-таки это не метод, — обиделся Шварц в ответ. — Давай, либо я буду писать музыку, либо моей музыки здесь не нужно вообще. Мне очень тяжело вести неравный и бессмысленный музыкальный бой с великими. Зачем ты меня в него втягиваешь?.. Ты должен сам принять какое-то определенное решение, какое — это уж твоё дело, сынок…

В фильме использована музыка:
- Белы Бартока
- Людвига ван Бетховена
- Густава Малера
- Вольфганга Амадея Моцарта
- Джона Филда
- Дмитрия Шостаковича

## Награды и премии
- 1986 — 43-й Венецианский кинофестиваль, победитель в категориях: Большой специальный приз — Сергей Соловьёв.
- 1987 — Большой приз в конкурсе детских фильмов на Тбилисском кинофестивале.
- 1987 — Премия за лучшую режиссуру и операторскую работу на I Международном кинофестивале детских и юношеских фильмов в Алжире.
- 1987 — Был выбран в Советском Союзе кандидатом на премию «Оскар» в номинации «Лучший фильм на иностранном языке» и предложен Американской киноакадемии для рассмотрения этой кандидатуры. В пятёрку номинантов не попал.

## Съёмки
В фильме в роли голубятника Ракова снимался автор положенной в основу сценария повести «Отрочество архитектора Найдёнова» Борис Ряховский.
Название фильма носит Актюбинский клуб голубеводов, созданный консультантом фильма — голубеводом Фёдором Николаевичем Пыхтиным.
Многие персонажи фильма (Коля Цыган, милиционер Жус, голубятник Раков, школьный учитель Пепе (в повести — ПеПе), а также Белая голубка) имели реальных прототипов в отроческой жизни автора повести. На роль Петра Петровича Старцева (Пепе) Соловьёв пригласил Геннадия Рождественского, который предварительно согласился, но не смог сниматься из-за плотного графика. В результате роль досталась приятелю Соловьёва — Андрею Битову.
Когда Сергей Соловьёв уже готовился к съёмкам «Ассы» и собирался на теплоходе «Адмирал Нахимов» осмотреть Черноморское побережье в поисках подходящей натуры, потребовалось срочно ехать на Венецианский кинофестиваль, где был номинирован фильм. Не рассчитывавший ни на какую награду режиссёр сдал билеты и отправился в Италию. Уже там Сергей Соловьёв узнал, что теплоход, в одной из кают которого он должен был в тот момент находиться, столкнулся с сухогрузом и затонул вместе со многими пассажирами..